# Gli ultimi giorni (film 1992)
Gli ultimi giorni è un film del 1992 diretto da Corso Salani.